# 존 파스킨
존 파스킨(John Pasquin, 1944년 11월 30일 ~ )은 미국의 영화, 텔레비전, 극 감독이다.
카네기 멜런 대학교 동문으로, 1980년대 초에 브로드웨이 연극을 감독하기 시작했다.
여배우 조베스 윌리엄스와 결혼했다.

## 참여 작품

### 영화
- 산타클로스 (1994년 영화)
- 정글 투 정글
- 브라보 대디
- 미스 에이전트 2

### 텔레비전
- 패밀리 타이즈
- 그로잉 페인즈
- L.A. 로
- 로잔느 아줌마
- 아빠 뭐하세요
- 라스트 맨 스탠딩 (시트콤)